# Ange-Jacques Gabriel
Ange-Jacques Gabriel (Parigi, 23 ottobre 1698 – Parigi, 4 gennaio 1782) è stato un architetto francese.
Fu il maggior architetto francese del XVIII secolo. Il suo stile, che sotto certi aspetti anticipa il Neoclassicismo, riprende i canoni del Classicismo francese di François Mansart, senza confluire nel Rococò.

## Biografia

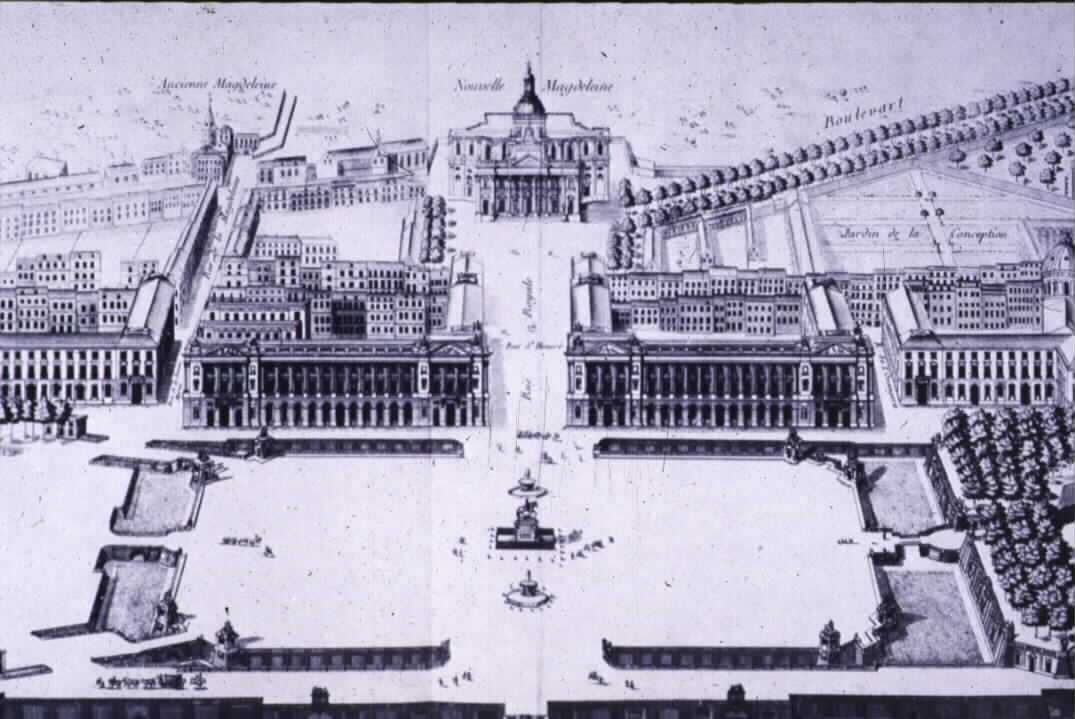
Progetto per Place de la Concorde, Parigi

Si formò a Parigi sotto il padre, non visitò mai l'Italia e divenne premier architecte, incarico che lo portò a lavorare per Luigi XV e Madame de Pompadour. Per il sovrano fu impegnato nell'ampliamento di alcune residenze reali a Fontainebleau, Compiègne e Versailles (dove costruì l'elegante teatro dell'opera della Reggia).
A Parigi, nel 1752, iniziò la costruzione della École Militaire, mentre nel 1755 fu approvato il suo progetto per la vasta Place de la Concorde, all'epoca nota come Place Louis XV: i disegni originari della piazza definivano uno spazio assai diverso da quello attuale, frutto di piani redatti in epoca napoleonica, con due palazzi che delimitavano uno spazio chiuso da una serie di balaustre. Gli edifici erano chiaramente ispirati al prospetto di Claude Perrault per la facciata del Louvre, con un leggero colonnato eretto sopra un basamento porticato.

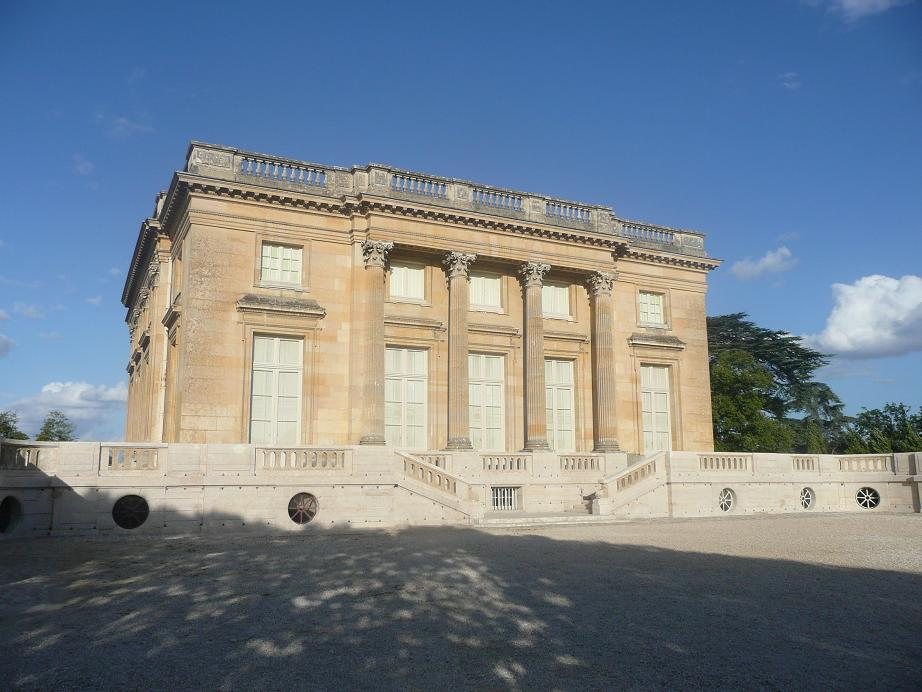
Petit Trianon, Versailles

Di poco posteriore alla celebre piazza parigina è il Petit Trianon, considerato dalla critica il capolavoro di Gabriel.
L'edificio, costruito tra il 1761 ed il 1768, deve qualcosa al Palladianesimo inglese, ma nella composizione elegante e proporzionata è assolutamente francese. All'interno gli ambienti sono distribuiti in base alla loro funzione e non tanto ad esigenze estetiche di simmetria, mentre l'esterno è molto semplificato e privo di eccessive decorazioni, essendo definito da un rigoroso ordine di grandi aperture vetrate.
Nel 1769 fu chiamato da Madame du Barry per far ingrandire e decorare il fabbricato del Castello di Louveciennes, cui aggiunse l'ala bassa orientale e un rivestimento in legno scolpito.